# Ланцберг Володимир Ісакович
Володи́мир Іса́кович Ла́нцберг (рос. Владимир Исаакович Ланцберг, 22 червня 1948, Саратов — 29 вересня 2005, Нюрнберг) — російський бард, письменник, поет, педагог.

## Біографія
Володимир Ланцберг народився 22 червня 1948 р. в Саратові. 1971 року закінчил Саратовський політехнічний інститут. Працював інженером-механіком в конструкторському бюро. У 1979 році переїхав до Туапсе, жив у селищі Тюменський Туапсинського района Краснодарського края. Вірші почав писати ще в ранньому дитинстві, пісні — в першому класі школи. Змінив багато зайнять — був інженером гральних автоматів, лаборантом в школі, музикантом в пансіонаті. Паралельно складав пісні на власні вірші, виконував їх, акомпануючи собі на семиструнній гітарі. Багато часу приділяв педагогіці та пропаганді мистецтва, був активним організатором клубів самодіяльної пісні, педагогом-організатором, заступником директора дитячого реабілітаційного центру, методистом центру шкільного краєзнавства. Ланцберг був одним з провідних теоретиків і практиків неформальної педагогіки в СРСР, його книги і есе входять до теоретичної бази російської «нової педагогіки».
Протягом багатьох років Ланцберг був організатором і ідейним натхненником злетів «Костры», конкурсів-майстерень «Второй канал Грушинского фестиваля», дитячого бардтабора «ЛДПР» («Летняя детская поющая республика») на Грушинських фестивалях, керівником творчих майстерень, в тому числі дитячих. Лауреат багатьох фестивалів самодіяльної пісні, в тому числі чотирижди — Грушинського. 
Володимир Ланцберг помер у Нюрнберзі 29 вересня 2005 р. після тривалої тяжкої хвороби.